# Râul Grințieșu Mare
Râul Grințieșu Mare este un curs de apă, afluent al râului Bistricioara.